# Warren Elliot Henry
Warren Elliot Henry (né le 18 février 1909 - mort le 31 octobre 2001) est un physicien et professeur américain. Il a fait des contributions significatives dans les domaines du magnétisme et de la supraconductivité.
Henry a enseigné dans plusieurs institutions et travaillé pour des agences telles le Naval Research Laboratory et le Lockheed Missiles and Space Co.. Il a terminé sa carrière comme professeur de physique à l'université Howard. Il a également travaillé plusieurs années pour le programme Minorities Access to Research Careers.
Membre de la Société américaine de physique et de l'Association américaine pour l'avancement de la science, Henry a remporté le Lifetime Achievement Award in the Community de la National Science Foundation ainsi que le Technical Achiever Award of the Year (1997) de la National Technical Association.

## Jeunesse et formation
Warren Elliot Henry naît à Evergreen (Alabama) en 1909. Tout comme ses parents avant lui, il fréquente le Tuskegee Institute et obtient un baccalauréat universitaire ès sciences en 1931.
Henry entame des études graduées à l'université d'Atlanta (en) et obtient une maîtrise en sciences spécialisée en chimie organique en 1937. À la même époque, il enseigne au Spelman College (en) et au Morehouse College. En 1941, il obtient un PhD en chimie physique de l'université de Chicago.

## Carrière
Après ses études, Henry retourne au Tuskegee Institute pour y enseigner. Certains de ses étudiants joindront 99th Pursuit Squadron des Tuskegee Airmen.
De 1943 à 1946, Henry travaille au MIT Radiation Laboratory. De 1948 à 1960, il travaille comme physicien au U.S. Naval Research Laboratory (NRL) et comme ingénieur et scientifique au Lockheed Missiles and Space Co. jusqu'en 1969. Il devient alors professeur de physique à l'université Howard.
Henry prend officiellement sa retraite en 1977, mais continue à se consacrer à la recherche par la suite. Il meurt le 31 octobre 2001.